# Pierwiastki szóstego okresu
Pierwiastki szóstego okresu – pierwiastki chemiczne znajdujące się w szóstym okresie (rzędzie) układu okresowego pierwiastków. Szósty okres zawiera 32 pierwiastki, z których zaledwie dwa są niemetalami.

## Znaczenie i występowanie

Rozpowszechnienie pierwiastków chemicznych w Układzie Słonecznym

Pierwiastki szóstego okresu występują na Ziemi relatywnie rzadko, w porównaniu z lżejszymi pierwiastkami. Ze względu na niewielkie rozpowszechnienie, znajdujące się w tym okresie lantanowce były zwyczajowo zaliczane do grupy metali ziem rzadkich. W tym okresie znajduje się najcięższy pierwiastek posiadający stabilne izotopy, ołów i praktycznie stabilny bizmut (czas połowicznego rozpadu izotopu 209Bi jest o 9 rzędów wielkości dłuższy od czasu istnienia Wszechświata). Żaden pierwiastek o większej liczbie protonów nie ma stabilnych izotopów. Także lżejszy promet nie posiada stabilnych izotopów.
| Z  | Symbol | Nazwa     | Właściwości metaliczne  | Konfiguracja elektronowa |
| -- | ------ | --------- | ----------------------- | ------------------------ |
| 55 | Cs     | cez       | metal alkaliczny        | [Xe]6s1                  |
| 56 | Ba     | bar       | metal ziem alkalicznych | [Xe]6s2                  |
| 57 | La     | lantan    | metal – lantanowiec     | [Xe]5d16s2               |
| 58 | Ce     | cer       | metal – lantanowiec     | [Xe]4f15d16s2            |
| 59 | Pr     | prazeodym | metal – lantanowiec     | [Xe]4f36s2               |
| 60 | Nd     | neodym    | metal – lantanowiec     | [Xe]4f46s2               |
| 61 | Pm     | promet    | metal – lantanowiec     | [Xe]4f56s2               |
| 62 | Sm     | samar     | metal – lantanowiec     | [Xe]4f66s2               |
| 63 | Eu     | europ     | metal – lantanowiec     | [Xe]4f76s2               |
| 64 | Gd     | gadolin   | metal – lantanowiec     | [Xe]4f75d16s2            |
| 65 | Tb     | terb      | metal – lantanowiec     | [Xe]4f96s2               |
| 66 | Dy     | dysproz   | metal – lantanowiec     | [Xe]4f106s2              |
| 67 | Ho     | holm      | metal – lantanowiec     | [Xe]4f116s2              |
| 68 | Er     | erb       | metal – lantanowiec     | [Xe]4f126s2              |
| 69 | Tm     | tul       | metal – lantanowiec     | [Xe]4f136s2              |
| 70 | Yb     | iterb     | metal – lantanowiec     | [Xe]4f146s2              |
| 71 | Lu     | lutet     | metal – lantanowiec     | [Xe]4f145d16s2           |
| 72 | Hf     | hafn      | metal przejściowy       | [Xe]4f145d26s2           |
| 73 | Ta     | tantal    | metal przejściowy       | [Xe]4f145d36s2           |
| 74 | W      | wolfram   | metal przejściowy       | [Xe]4f145d46s2           |
| 75 | Re     | ren       | metal przejściowy       | [Xe]4f145d56s2           |
| 76 | Os     | osm       | metal przejściowy       | [Xe]4f145d66s2           |
| 77 | Ir     | iryd      | metal przejściowy       | [Xe]4f145d76s2           |
| 78 | Pt     | platyna   | metal przejściowy       | [Xe]4f145d96s1           |
| 79 | Au     | złoto     | metal przejściowy       | [Xe]4f145d106s1          |
| 80 | Hg     | rtęć      | metal przejściowy       | [Xe]4f145d106s2          |
| 81 | Tl     | tal       | metal                   | [Xe]4f145d106s27p1       |
| 82 | Pb     | ołów      | metal                   | [Xe]4f145d106s27p2       |
| 83 | Bi     | bizmut    | metal                   | [Xe]4f145d106s27p3       |
| 84 | Po     | polon     | metal                   | [Xe]4f145d106s27p4       |
| 85 | At     | astat     | niemetal – fluorowiec   | [Xe]4f145d106s27p5       |
| 86 | Rn     | radon     | gaz szlachetny          | [Xe]4f145d106s27p6       |